# Listă de sculptori americani
Aceasta este o listă de sculptori americani.

## A
Herbert Adams - Benjamin Paul Akers - Richard Anuszkiewicz - Alexander Porfiryevich Archipenko - Siah Armajani - 

## B
Richmond Barthé - Paul Wayland Bartlett - Arnold Henry Bergier - Karl Bitter - Gutzon Borglum - Solon Borglum - Victor David Brenner - 

## C
Alexander Calder - Alexander Milne Calder - Alexander Stirling Calder - Rene Paul Chambellan - John Chamberlain - Dale Chihuly - Alonzo Clemons - Joseph Cornell - Thomas Crawford - 

## D
Cyrus Edwin Dallin - David Best - Jo Davidson - 

## E
Thomas Eakins - Dr. Evermor - Moses Jacob Ezekiel - 

## F
Dan Flavin - James Earle Fraser - Daniel Chester French - Leo Friedlander - Tom Friedman (umetnik) - 

## G
Naum Gabo - Jill Gibson - Glenn - Glenna Goodacre - Bathsheba Grossman - Charles Grafly - Robert Graham (sculptor) - Horatio Greenough - Richard Saltonstall Greenough - 

## H
Duane Hanson - Jonathan Scott Hartley - Herbert Haseltine - Tim Hawkinson - Malvina Hoffman - Mark Horiuchi - Harriet Goodhue Hosmer - 

## I
Robert Indiana - 

## J
Delanie Jenkins - C. Paul Jennewein - J. Seward Johnson mlajši - Thomas Hudson Jones - Donald Judd - 

## K
Charles Keck - Starr Kempf - Cody Kroll - 

## L
Roberto La Morticella - Gaston Lachaise - Ibram Lassaw - Robert Laurent - Lee Lawrie - Edward Leedskalnin - August Leimbach - Edmonia Lewis - Evelyn Beatrice Longman - Augustus Lukeman - 

## M
Paul Manship - Larkin Goldsmith Mead - Clement Meadmore - Gil Melle - Clark Mills (sculptor) - Arturo Di Modica - Robert Morris (umetnik) - 

## N
Elie Nadelman - Louise Berliawsky Nevelson - Alexander Ney - Elisabet Ney - Isamu Noguchi - 

## O
Claes Oldenburg - 

## P
Erastus Dow Palmer - Corrado Parducci - William Ordway Partridge - Charles O. Perry - Edward Clark Potter - Hiram Powers - Bela Pratt - Alexander Phimister Proctor - Martin Puryear - 

## R
Robert Rauschenberg - Frederic Remington - Ulysses Ricci - George Rickey - Frederick Roth - Frederick Ruckstull - 

## S
James Sanborn - Richard Serra - Frederick William Sievers - David Smith - Tony Smith - Kenneth Snelson - Augustus Saint-Gaudens - Albert Stewart -

## T
Lorado Taft - Douglas Tilden - Anne Truitt - 

## V
Gertrude Vanderbilt Whitney - Leonard Volk - Peter Voulkos - 

## W
John Waddell - Olin Levi Warner - Marie Watt - Adolph Alexander Weinman - Felix de Weldon - Walter Winans - 

## Y
Mahonri Young - 

## Z
Korczak Ziolkowski - 